# Còmic d'aventures
El còmic d'aventures és un dels gèneres d'acció més populars dins del còmic. Als gèneres de còmic, una de les diferenciacions que es fa, és entre còmic realista, i còmic d'humor. El còmic realista, també sol anomenar-se còmic d'aventures, doncs aquesta és una de les temàtiques més generals en aquest tipus de còmic.

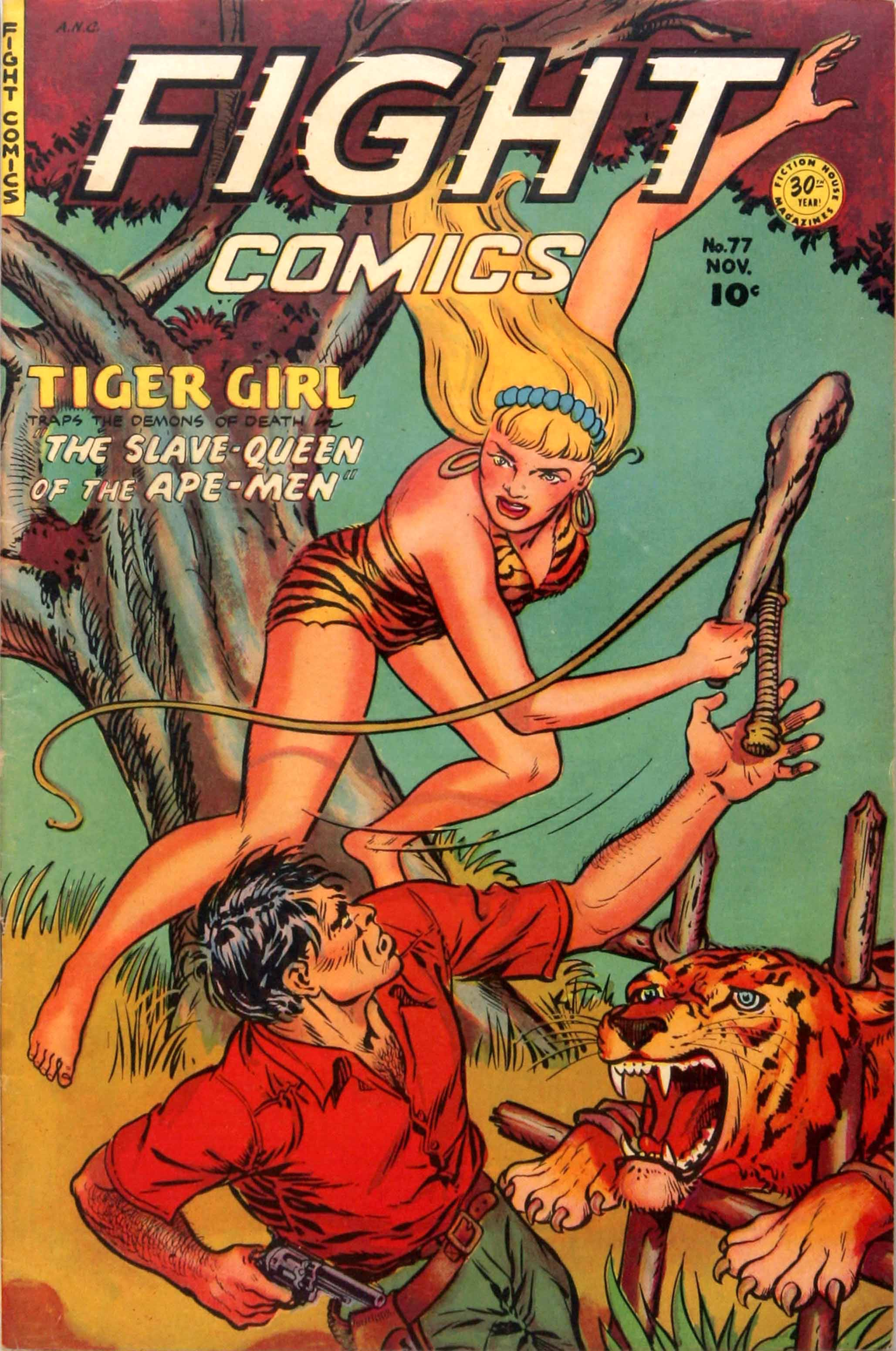
Comic d'aventures

## Característiques
El còmic d'aventures en moltes ocasions inventa una realitat artificial, però al mateix temps utilitza tots els mitjans a l'abast per a donar-li una aparença de realitat. En general, el còmic d'aventures és de grafisme realista, però també es pot donar el cas que utilitzi un grafisme distorsionat i irreal.
El còmic d'aventures se sol ambientar en algun moment de la Història, sigui la prehistòria, l'edat antiga, edat mitjana, edat moderna o l'edat contemporània. Però si l'acció se situa en el futur, serà un còmic de ciència-ficció.

## Còmic d'aventures històric

### A Catalunya i Espanya
A Catalunya i a Espanya, especialment en la dècada dels anys quaranta, època de postguerra, el còmic va triomfar amb els anomenats "quaderns d'aventures", malgrat que es varen trobar molt marcats per la situació política del moment, que era una dictadura. Per tant, tota la producció de còmic passava pel control de la censura, que decidia si una obra es podia publicar o no.
El 1919 es va publicar la Colección Gráfica TBO. Eren quaderns grapats amb l'interior amb blanc i negre i la portada amb color. Aquests còmics eren unitaris i el contingut de la majoria eren d'adaptacions de novel·les clàssiques d'aventures, les historietes eren vinyetes sense bafarades i amb el text al peu de la vinyeta. Aquesta col·lecció va ser la primera sèrie de còmics apaïsats que la majoria del seu contingut era de còmic d'aventures, i es considera la precursora de la proliferació d'aquest format i d'aquest genera que va tenir un gran auge als anys quaranta i cinquanta.
L'editorial El Gato Negro va publicar alguns quaderns de còmic, amb contingut d'aventures, un d'ells Pieles Rojas contra Blancos (1935) que no va passar del número 1. La publicació més important de comics d'aventures la va propiciar l'editorial Casa Editorial Vecchi (que posteriorment, va canviar el nom pel de Hispano Americana de Ediciones, S. A.). El 1934 va publicar diverses revistes de còmics, amb material de les tires de premsa nord-americanes, Yumbo (1934), Aventurero (1935) i Tim Tyller (1935). L'any 1936 a la col·lecció Grandes Aventuras, hi va publicar personatges clàssics del còmic d'aventures com, Flash Gordon, Radio Patrol, Brick Bradford, Jungle Jim, Secret Agent X-9 Terry and the Pirates, The Phantom, Mandrake el mag i The Lone Ranger (còmic), entre d'altres.
El còmic d'aventures ambientat a l'edat mitjana
Acabada la Guerra Civil Espanyola, els vencedors varen procedir a una manipulació de la història, juntament amb un radical nacionalisme Castella-espanyol. Això, va portar a què els protagonistes dels còmics, fossin de nacionalitat espanyola i en algunes sèries amb l'element afegit del catolicisme, també molt lligat en aquell moment a l'espanyolitat. Una altra de les característiques és el fet que estiguessin ambientades a l'edat mitjana o a l'edat moderna. Una mostra pot ser la sèrie titulada El Defensor de la Cruz (1963), ambientada a l'edat mitjana i amb un títol prou explícit de la seva temàtica. Tota aquesta ideologia franquista així com la violència de les lluites, es modera a partir dels anys cinquanta.
Un dels còmics ambientats a l'edat mitjana, i considerats més propers a la ideologia franquista va ser El Guerrero del Antifaz, del dibuixant Manuel Gago i publicat per editorial Valenciana entre els anys 1943 i 1966. Amb algunes semblances com el fet de ser un cavaller espanyol, però amb un tarannà molt oposat a la ideologia franquista hi ha El Capitán Trueno, aquest va ser creat amb guió de l'escriptor català Victor Mora, i el dibuix d'Ambros.
El còmic d'aventures ambientat a l'edat moderna
L'edat moderna és la tercera de les etapes en què es divideix tradicionalment la història a Occident segons la historiografia francesa. Entre els anys 1453 (Caiguda de Constantinoble) i 1789 (Revolució Francesa), són dues dates simbòliques que només serveixen de referent. Va començar a néixer un nou sistema econòmic, el mercantilisme. En aquesta perspectiva, l'edat moderna seria el període dels valors de la modernitat (el progrés, la comunicació, la raó) enfront del període anterior, l'edat mitjana, que el tòpic identifica amb un parèntesi històric dominat per l'endarreriment cultural i social, i l'obscurantisme.

## El còmic d'aventures i la censura
A l'estat espanyol, acabada la Guerra Civil Espanyola i en els inicis de la Repressió franquista, la censura no va donar importància als còmics i no va aplicar sobre ells la pressió, censora que sí que aplicava en altres mitjans. Pels censors de la dècada dels quaranta, calia perseguir tot el relacionat amb el sexe, però no el relacionat amb la violència, que solia passar la censura sense problemes, això feia que en els còmics d'aventures es pogués guerrejar sense problemes.
El canvi va esdevenir l'any 1963 quan es va crear la Comisión de Información y Publicaciones infantiles y Juveniles amb les sigles C.I.P.I.J, aquesta comissió amb un grup de censors molt professionalitzats va aplicar d'una manera molt més estricta i activa de la normativa de la censura, això va portar a la supressió radical de les escenes de violència. Aquest fet va fer que els anys seixanta quan es varen fer algunes reedicions dels còmics dels anys cinquanta, varen sortir retocats per evitar l'aparició d'armes i de morts violentes. Aquest fet va portar a què la narració perdés en alguns casos tot el seu sentit, un altre efecte totalment ridícul, com fou el cas d'una reedició del Capitán Trueno on després de suprimir la fletxa que el personatge tenia clavada i que li produïa la mort, aquest moria sense cap causa visible.